# Chang Xi

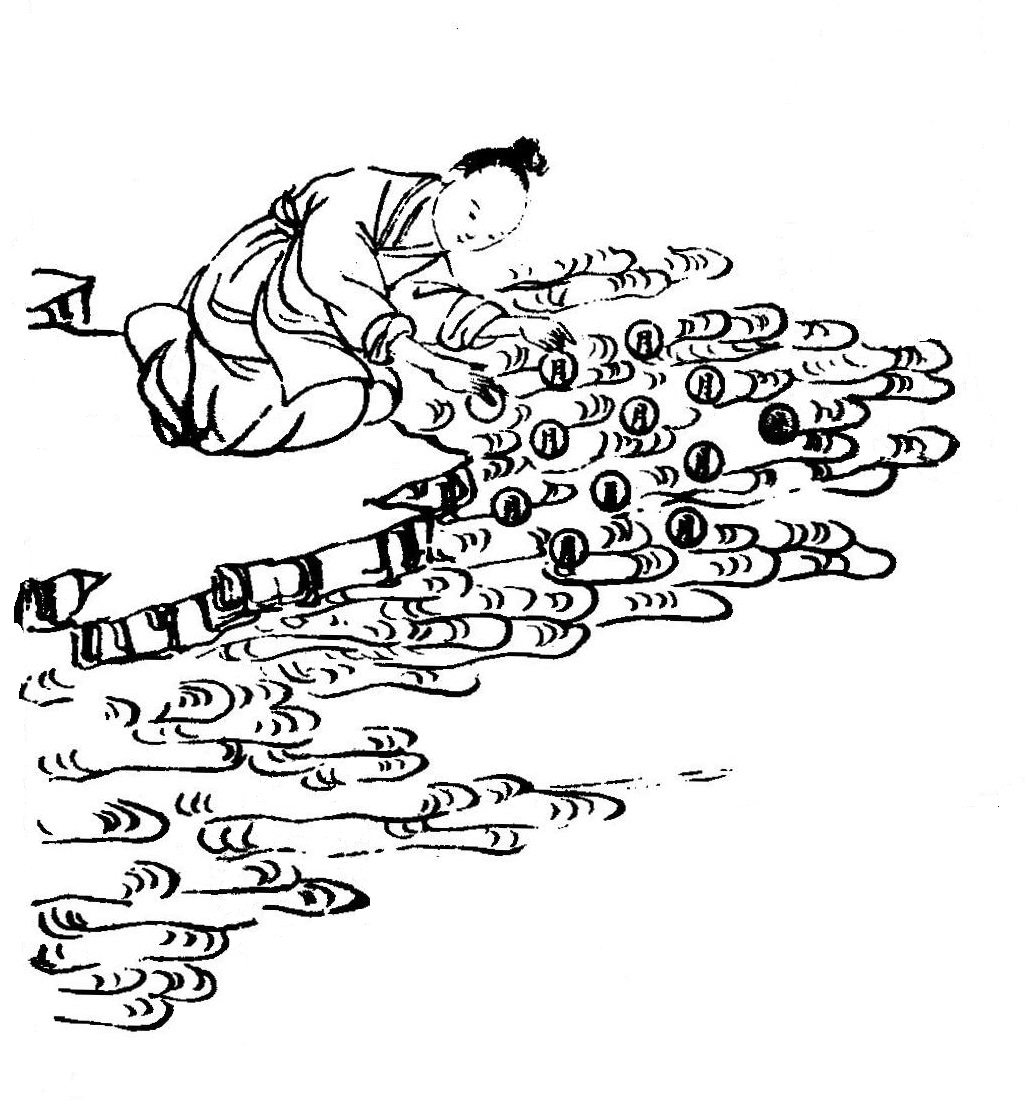
Changxi med sina månar.

Chang Xi var en mångudinna i kinesiska mytologin.  Hon omnämns under Shangdynastins tid. 
Hon var de tio månarnas moder, och körde om natten med en av sina måndöttrar i en vagn dragen av en drake över himlavalvet. Hon troddes också regelbundet tvätta sina barn i en damm vid foten av ett träd. Changxi var en av de två makorna till himmelsguden Di Jun; den andra hustrun var solgudinnan  Xihe, som på samma sätt färdades med något av sina tio solbarn över himmelen i sin vagn. 
Solgudinnan och mångudinnan associeras med solkalendern respektive månkalendern, som de troddes ha uppfunnit för att hålla reda på vilket av sina barn som stod på tur att åka med vagnen över himlen. De var varandras motpoler och associeras med begreppet yin och yang. 

### Fotnoter
1. ↑  Wu, Zhongxian; Wu, Karin Taylor (2014). Heavenly Stems and Earthly Branches: The Heart of Chinese Wisdom Traditions. Singing Dragon. ISBN 9780857011589.